# Melampig
Melampig (en grec antic Μελαμπύγος) "l'home del cul negre" va ser, segons la mitologia grega, un home misteriós contra el que la mare dels Cercops, Teia, va prevenir els seus fills. A la fi, es va veure que aquest personatge no era altre que Hèracles, que va fer presoners els dos germans, els va penjar pels peus, un a cada punta d'un llarg bastó, se'ls carregà a les espatlles, com els cabrits quan es porten al mercat i en aquesta postura invertida els Cercops van veure que Hèracles tenia el cul negre del sol i van comprendre la profecia de la seva mare. Van posar-se a riure i van dir "Aquest deu ser el temut Melampig" i amb les seves bromes van aconseguir que Hèracles també es posés a riure i accedís a deixar-los anar.